# Philippe Laurens de Reyrac
François-Philippe de Laurens de Reyrac, dit l'abbé de Reyrac, né le 29 juillet 1734 et mort à Orléans le 21 décembre 1782, est un ecclésiastique et écrivain français.
Issu d'une famille noble du Limousin, il entra à 16 ans dans la congrégation des chanoines réguliers de Chancelade. Il eut quelque succès comme prédicateur, mais abandonna la chaire à cause de sa timidité et vint se fixer à Orléans où il devint en 1765 prieur-curé de la paroisse de Saint-Maclou.
Son Hymne au soleil connut plusieurs éditions et fut traduit en plusieurs langues. Il fut censeur royal, correspondant de l'Académie royale des inscriptions et belles-lettres et membre de la Société d'agriculture d'Orléans.

## Publications
- Épître au comte de Vareilles sur le vrai bonheur de l'homme, 1758
- La Vertu, ode à M. le duc de Mortemart, 1759
- Discours sur la poésie des Hébreux, 1760
- Lettres sur l'éloquence de la chaire, 1760
- Les Charmes de la vie privée, épître à un ami de l'académie de Bordeaux, 1761
- Discours prononcé dans l'église de Pompignan, le jour de sa bénédiction, 1762
- Poésies tirées des Saintes Écritures, dédiées à Mme la Dauphine, 1770
- Hymne au soleil, 1777 Texte en ligne